# Eupithecia bytinskii
Eupithecia bytinskii là một loài bướm đêm trong họ Geometridae.